# The Hottie and the Nottie
The Hottie and the Nottie is een film uit 2008 onder regie van Tom Putnam.
De film gaat over Nate, die naar Los Angeles gaat op zoektocht naar zijn droommeisje Cristabelle. Zijn pogingen om met haar in contact te komen worden onderbroken door June, haar onaantrekkelijke vriendin waar hij ook wel een oogje op krijgt. 
Deze film staat op IMDb in de Bottom 100, een lijst van de honderd slechtste films aller tijden.

## Rolverdeling
- Paris Hilton - Cristabelle Abbott
- Joel David Moore - Nate Cooper
- Christine Lakin - June Phigg
- Johann Urb - Johann
- Adam Kulbersh - Cole Slawsen
- Greg Romero Wilson - Arno Blount
- Marianne Muellerleile - Mrs. Blount
- Kathryn Fiore - Jane